# Oakdale (Minnesota)
Oakdale – miasto w Stanach Zjednoczonych, w stanie Minnesota. Według spisu z 2000 roku miasto zamieszkuje 26.653 osób.

## Geografia
Miasto zajmuje powierzchnię 29,2 km², z czego 28,7 km² stanowi ląd, a 0,5 km² (1,86%) stanowią wody.

## Demografia
Według spisu z 2000 roku miasto zamieszkuje 15859 osób skupionych w 10243 gospodarstwach domowych, tworzących 7129 rodzin. Gęstość zaludnienia wynosi 929,6 osoby/km². W mieście znajdują się 10394 budynki mieszkalne, a ich gęstość występowania wynosi 362,5 mieszkania/km². Miasto zamieszkuje 92,21% stanowią osoby rasy białej, 2,29% Afroamerykanie, 0,36% rdzenni Amerykanie, 1,91% ludność wywodząca się z dwóch lub więcej ras. Hiszpanie lub Latynosi stanowią 2,75%.
W mieście jest 10243 gospodarstw domowych, w których 38,5% stanowią dzieci poniżej 18 roku życia żyjących z rodzicami, 55,2% stanowią małżeństwa, 11,1% stanowią kobiety nie posiadające męża oraz 30,4% stanowią osoby samotne. 25,2% wszystkich gospodarstw domowych składa się z jednej osoby oraz 7,2% żyjących samotnie ma powyżej 65 roku życia. Średnia wielkość gospodarstwa domowego wynosi 2,59 osoby, natomiast rodziny 3,14 osoby.
Przedział wiekowy kształtuje się następująco: 29,0% stanowią osoby poniżej 18 roku życia, 7,2% stanowią osoby pomiędzy 18 a 24 rokiem życia, 34,6% stanowią osoby pomiędzy 25 a 44 rokiem życia, 20,7% stanowią osoby pomiędzy 45 a 64 rokiem życia oraz 8,4% stanowią osoby powyżej 65 roku życia. Średni wiek wynosi 34 lata. Na każde 100 kobiet przypada 93,1 mężczyzny. Na każde 100 kobiet powyżej 18 roku życia przypada 87 mężczyzn.
Średni dochód dla gospodarstwa domowego wynosi 56 299 dolarów, a dla rodziny wynosi 66 680 dolarów. Dochody mężczyzn wynoszą średnio 42 371 dolarów, a kobiet 32 343 dolarów. Średni dochód na osobę w mieście wynosi 24 107 dolarów. Około 2,9% rodzin i 3,6% populacji miasta żyje poniżej minimum socjalnego, z czego 4,1% jest poniżej 18 roku życia i 3,9% powyżej 65 roku życia.